# Арифметичне число

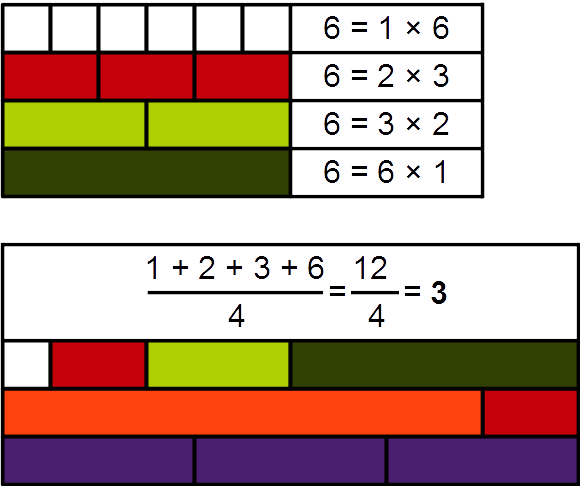
Демонстрація на паличках Кюїзенера арифметичної природи числа 6

У теорії чисел арифметичне число — це ціле, для якого середнє його додатніх дільників також є цілим числом. Наприклад, 6 є арифметичним числом, оскільки середнє його дільників дорівнює
{\displaystyle {\frac {1+2+3+6}{4}}=3,}
яке також є цілим числом. Однак 2 не є арифметичним числом, оскільки його єдиними дільниками є 1 і 2, а їх середнє 3/2 не є цілим числом.
Перші числа в послідовності арифметичних чисел є
1, 3, 5, 6, 7, 11, 13, 14, 15, 17, 19, 20, 21, 22, 23, 27, 29, 30, 31, 33, 35, 37, 38, 39, 41, 42, 43, 44, 45, 46, 47, 49, … послідовність A003601 з Онлайн енциклопедії послідовностей цілих чисел, OEIS.

## Щільність
Відомо, що асимптотична щільність таких чисел дорівнює 1: справді, частка чисел, менших за X, які не є арифметичними, є асимптотично
{\displaystyle \exp \left({-c{\sqrt {\log \log X}}}\right)}
де c = 2√log 2 + o(1).
Число N є арифметичним, якщо кількість дільників d(N) ділить суму дільників σ( N). Відомо, що щільність цілих чисел N, що підкоряються більш строгій умові, що d(N)2 ділить σ( N) дорівнює 1/2.